# Johann Jakob Egli

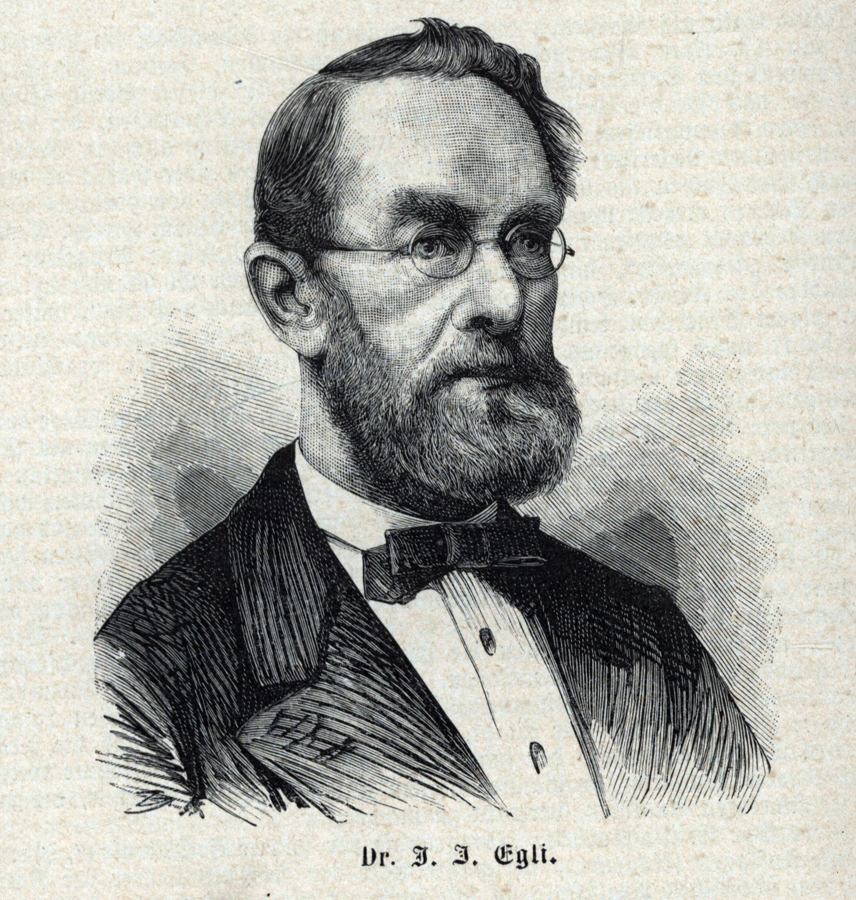
Johann Jakob Egli

Johann Jakob Egli (auch Eggli, * 17. Mai 1825 in Laufen-Uhwiesen, Kanton Zürich; † 24. August 1896 in Zürich) war ein Schweizer Geograph.

## Leben
Johann Jakob Egli wurde am 17. Mai 1825 in Laufen im Schweizer Kanton Zürich geboren. Er war zuerst Lehrer an Sekundärschulen, wurde 1857 an die Realschule in St. Gallen berufen, promovierte in Zürich auf Grund der Monographie Die Höhlen des Ebenalpstocks (St. Gallen 1865) und habilitierte sich 1866 an der dortigen Universität und dem Polytechnikum für Geographie. In diesem Fach lehrte er dann seit 1872 an der Kantonsschule in Zürich. 1883 wurde er zum Professor ernannt.
Sein Sohn Emil Egli wurde Theologe.

## Werke
Von seinen Schriften sind die Neue Erdkunde (6. Auflage. St. Gallen 1881), die Neue Schweizerkunde (7. Auflage. St. Gallen 1883) und die Neue Handelsgeographie (3. Auflage. Leipzig 1882) sowie das Taschenbuch schweizerischer Geographie, Volkswirtschaft und Kulturgeschichte (2. Auflage. Zürich 1878) hervorzuheben. Seine Hauptwerke sind die Nomina geographica, Versuch einer allgemeinen geographischen Onomatologie (Leipzig 1870 bis 1872; mit 17.000 Namen weltweit), von welchem der lexikalische Teil unter dem Titel: Etymologisch-geographisches Lexikon (Leipzig 1880) gesondert erschien, und die Geschichte der geographischen Namenkunde (Leipzig 1886), über deren Fortschritte er auch in Perthes’ Geographischem Jahrbuch (Band 9 ff.) berichtet. Er war ausserdem Mitarbeiter bei Meyers Konversationslexikon.
- Nomina geographica. Sprach- und Sacherklärung von 42000 geographischen Namen aller Erdräume. 2., vermehrte und verbesserte Auflage. Friedrich Brandstetter, Leipzig 1893, DNB 579328538, S. 521 f. (Scan in der Google-Buchsuche). Nachdruck: Olms, Hildesheim / New York 1973, ISBN 3-487-04571-0.

Viele Aufsätze in: Deutsche Rundschau für Geographie und Statistik, beispielsweise:
- Kleine Mittheilungen aus allen Erdtheilen. In: Deutsche Rundschau für Geographie und Statistik. 6. Jg. (1883/84), Heft 3, Dezember 1883, S. 135–137 (Scan – HathiTrust).
- Ein Beitrag zur Würdigung geographischer Literatur Amerikas. In: Deutsche Rundschau für Geographie und Statistik. 6. Jg. (1883/84), Heft 5, Februar 1884, S. 193–198 (Scan – HathiTrust).